# دينيس ذا مينيس
دينيس ذا مينيس (بالإنجليزية: Dennis the Menace)‏؛ بالعربية دينيس المزعج (صدر في المملكة المتحدة باسم دينيس)، هو فيلم كوميدي عائلي أمريكي صدر عام 1993، يستند الفيلم إلى شريط هانك كيتشام الفكاهي والذي يحمل نفس الاسم. أخرج الفيلم نيك كاسل، وكتبه وأنتجه بشكل مشترك مع جون هيوز، وُزِع الفيلم من قبل شركة وارنر برذرز تحت علامتهم الخاصة "ترفيه عائلي" (بالإنجليزية: Family Entertainment)‏. تتعلق قصة الفيلم بالمغامرات الفاشلة لطفل مؤذٍ يُدعى دينيس (ماسون غامبل)، والذي يتسبب بإزعاج وفوضى لجاره المجاور، جورج ويلسون (والتر ماثو). عادة ما يتسكع دينيس مع أصدقائه جوي (كيلين هاثاواي) ومارغريت ويد (آمي ساكاسيتز)، يتبعه كلبه راف في كل مكان. تظهر جيني راسيل في مشهد في الفيلم، كانت جيني في طاقم الفريق في البرنامج التلفزيوني الأصلي.
صدر الفيلم في 25 يونيو 1993، وحقق حينها نجاحاً تجارياً، إذ بالرغم من تلقي بعض المراجعات السلبية من النقاد بلغ إجمالي أرباحه 117.2 مليون دولار على ميزانية 35 مليون دولار. في عام 1998، صدر جزء آخر للفيلم بعنوان دينيس ذا مينيس يعود مرة أخرى (بالإنجليزية: Dennis the Menace Strikes Again)‏ بدون طاقم الممثلين من هذا الفيلم، كما صدر جزء ثالث بعنوان عيد ميلاد دينيس الخطر (بالإنجليزية: A Dennis the Menace Christmas)‏ في عام 2007 مع فريق عمل مختلف عن كل من هذا الفيلم والفيلم الثاني.

## القصة
يُعد دينيس البالغ من العمر خمس سنوات مصدراً للأذى في حيّه، خاصةً بالنسبة لجاره المسن، جورج ويلسون. في صباح أحد أيام الصيف، تظاهر جورج بالنوم لتجنبه، يقفز عليه دينيس ويطلق الأسبرين في فم جورج بمقلاعه، علم والديه بالأمر؛ هنري وأليس، وصادرا مقلاعه، لكنهما لم يستطيعان تأديبه على الفور، لأنهما ذاهبان للعمل. يتركونه مع صديقه المقرب؛ جوي، في منزل زميلتهما في المدرسة مارغريت ويد. قاموا بإصلاح منزل مهجور على شجرة في الغابة، بينما يصل مجرم متجول يُدعى سويتشبليد سام إلى المدينة، ويسرق دمية مارغريت، بيبي لويس.
يستعيد دينيس مقلاعه أثناء قيامه بدهان منزل الشجرة، لكنه ينسكب الطلاء في جميع أنحاء أرضية المرآب عندما يحاول تفريغه، يُطلق دينيس عن غير قصد قطعة من الطلاء على شواية جورج أثناء طهيه للدجاج. يتذوق جورج وزوجته الطلاء والخشب، ومن ثم يشك في دينيس. تترك عائلة ميتشل دينيس مع جليسة أطفال مراهقة تُدعى بولي، والتي تدعو صديقها ميكي. يتسلل دينيس إلى الخارج، ويخدعهم عن طريق قرع جرس الباب والاختباء، يعلق ميكي بعد ذلك دبوساً على مفتاح الباب. يتسلل جورج إلى منزل ميتشل للتحقيق في بأمر الطلاء في مرآبهم، لكن يطلق كرة الغولف هناك على نفسه بطريق الخطأ من المكنسة. يقرر الذهاب لمنزل جيرانه على أمل مواجهة ميتشل، لكن عند مسك يد الباب، يشعر بوخز بإبهامه بسبب الدبوس. كما تقوم بولي بسكب الماء على وجهه ويرمي ميكي الدقيق عليه. يرتكب سويتشبليد سام سلسلة من عمليات السطو في أنحاء المدينة. يلاحظه الضابط بينيت، والذي ينصحه بأدب بمغادرة المدينة.
يلعب دينيس بأطقم أسنان جورج بعد إحضار بطاقة اعتذار إليه وهو نائم، لكن يفقد دينيس أسنان جورج الأمامية، ويضع دينيس محلها تشكلتس، يلتقط جورج صورة له لصحيفة محلية، لكن كان شكله مضحك مع طقم الأسنان. يتعين على كل من هنري وأليس المغادرة في رحلات عمل، لكنهما يجدان صعوبة في العثور على شخص يرغب في رعاية دينيس. توافق مارثا على السماح له بالبقاء معها ومع جورج، ويسعدان معاملته على أنه الطفل الذي لم ينجباه. تخبر مارثا زوجها، بقصيدة من طفولتها، يشعر جورج أثناء ذلك بالغضب عند اكتشاف أنهة دينيس قد أفرغ رذاذ الأنف واستبدله بغسول الفم.
جورج، الذي كان يزرع زهرة خاصة منذ ما يقرب من 40 عامًا، يستضيف حفلة، وخلال الحدث، يعتقد دينيس أن زر المرآب هو جرس الباب، مما يؤدي إلى إتلاف طاولة الحلوى عن طريق الخطأ. بينما ينتظر الجميع أن تتفتح الزهرة، يسرق لص يُدعى سام عملات جورج المعدنية. يحاول دينيس تنبيه الجميع بشأن السرقة، لكن الزهرة تموت دون أن يلاحظها أحد. يوبخ جورج دينيس دون أن يعلم بالسرقة. لاحقًا، يدرك جورج الحقيقة ويذهب للبحث عن دينيس.
يخطط سام للهروب مع دينيس، لكن الأمور تسوء. يكتشف دينيس بالصدفة عملات جورج المسروقة ويدرك أن سام هو اللص. يترتب على ذلك صراع فوضوي يتضمن الأصفاد وحريقًا وقطارًا عابرًا. في النهاية، يعيد دينيس العملات المسروقة، ويشعر الجميع بالارتياح، ويُقبَض على سام.

## الاستقبال
أثبت الفيلم نجاحه في شباك التذاكر. بميزانية قدرها 35 مليون دولار، حصل الفيلم على 51.3 مليون دولار محليًا و66 مليون دولار إضافية في الخارج، بإجمالي 117.3 مليون دولار في جميع أنحاء العالم. في ألمانيا، حصد الفيلم أكثر من 5 ملايين دولار خلال الأيام العشرة الأولى، واحتل المركز الأول في شباك التذاكر لمدة ثلاثة أسابيع. على موقع روتن توميتوز، حصل الفيلم على نسبة موافقة بلغت 27%، وتم انتقاده لاتباعه صيغة "وحيد في المنزل" (بالإنجليزية: Home Alone)‏. كان متوسط نقاط ميتاكريتيك هو 49 من أصل 100، مما يشير إلى مراجعات مختلطة أو متوسطة، بينما أعطاها استطلاع جمهور سينماسكور درجة "A-".
علق فنسنت كانبي، في إحدى مراجعاته لصحيفة نيويورك تايمز، أن فيلم "دينيس ذا مينيس" يفتقر إلى جوهر القصص المصورة ولا يبدو وكأنه فيلم مقنع. وأشار إلى الجهود المبذولة لإعادة خلق جو فكاهي لكنه وجد الفيلم بشكل عام يفتقر إلى الواقع، باستثناء العروض البارزة التي قدمتها ليا طومسون وروبرت ستانتون، أعرب كانبي عن خيبة أمله بسبب افتقار الممثل الرئيسي إلى العفوية مقارنة بماكولي كولكين.

قدم بيتر راينر من صحيفة لوس أنجلوس تايمز<nowiki> مراجعة مختلطة، حيث أشاد بأداء والتر ماثاو لكنه وصف الفيلم بأنه "حماقة فاترة جدًا". اعترف راينر بابتعاده عن الطبيعة العدوانية بالطريقة التي تكون بها معظم أفلام الأطفال في الوقت الحاضر":
| دينيس ذا مينيس | "تهدف القصص المصورة "دينيس" والبرنامج التلفزيوني من الستينيات ومسلسلات الرسوم المتحركة المشتركة حاليًا إلى إضفاء طابع لطيف على بلدة صغيرة بالولايات المتحدة الأمريكية مع لمسة من الخمسينيات، يظل الفيلم، الذي أخرجه نيك كاسل من سيناريو هيوز، عالقًا في تلك الفترة الزمنية. وهذا يعني أن دينيس لا ينخرط في خدع عالية التقنية – لا أجهزة كمبيوتر، أو ألعاب فيديو، أو أسلحة ليزر. يتمسك الفيلم بالأساسيات القديمة، ربما لإبقاء الأمور بسيطة بالنسبة لدينيس البالغ من العمر 5 سنوات، أو ربما يرى صانعو الفيلم أن دينيس شخصية "كلاسيكية"، أقرب إلى هكلبيري فين أو بنرود [الإنجليزية]. قد لا يروق هذا التبجيل في غير محله للجماهير الشابة التي اعتادت على المزيد من الإثارة في أبطالها، ومع ذلك، قد يشعر الآباء بالامتنان لأن المقالب الموجودة في "دينيس ذا مينيس"، وهي مقالب خفيفة ومن غير المرجح أن يقلدها الأطفال في المنزل. لا يبدو الفيلم جديدًا، فهو - مجرد حادث أبله تلو الآخر - لكن افتقاره إلى الفظاظة أمر جميل إلى حد ما". | دينيس ذا مينيس |

أعطى روجر إيبرت "دينيس ذا مينيس" تصنيف نجمتين ونصف من أصل أربعة. واعترف بوجود جوانب إيجابية في الفيلم لكنه أعرب عن تحفظاته، خاصة فيما يتعلق بشخصية سام، من ناحية أخرى، حصل ماسون غامبل، الذي قام بدور دينيس، على ترشيح لجائزة التوتة الذهبية لأسوأ نجم جديد، ومع ذلك، فقد فاز أيضًا بجائزة "أفضل ممثل شاب في دور قيادي في فيلم سينمائي: كوميدي" في حفل توزيع جوائز الشباب الخامس عشر في السينما.

## وصلات خارجية
- دينيس ذا مينيس على موقع IMDb (الإنجليزية)
- دينيس ذا مينيس على موقع ميتاكريتيك (الإنجليزية)
- دينيس ذا مينيس على موقع روتن توميتوز (الإنجليزية)
- دينيس ذا مينيس على موقع نتفليكس (الإنجليزية)
- دينيس ذا مينيس على موقع ألو سيني (الفرنسية)
- دينيس ذا مينيس على موقع Turner Classic Movies (الإنجليزية)
- دينيس ذا مينيس على موقع أول موفي (الإنجليزية)
- دينيس ذا مينيس على موقع بوكس أوفيس موجو (الإنجليزية)
- دينيس ذا مينيس على موقع فيلمافينيتي (الإسبانية)
- دينيس ذا مينيس على موقع قاعدة بيانات الأفلام السويدية (السويدية)